# Operatie Northern Watch
Operatie Northern Watch was de opvolger van de Amerikaanse Operatie Provide Comfort die de vluchtende Koerden in Noord-Irak moest beschermen na de Golfoorlog van 1990-1991.
De operatie werd geleid door de US European Command Combined Task Force en moest de door de Verenigde Naties gemandateerde no-flyzone in Noord-Irak boven de 36ste breedtegraad bewaken. De missie begon op 1 januari 1997. De deelnemende landen leverden ongeveer 45 vliegtuigen en 1400 manschappen voor de operatie. Het originele mandaat van de Turkse overheid was voor zes maanden en werd twee keer met zes maanden verlengd. Op 17 maart 2003 werd de laatste patrouillevlucht gevlogen en op 1 mei werd de operatie officieel beëindigd.

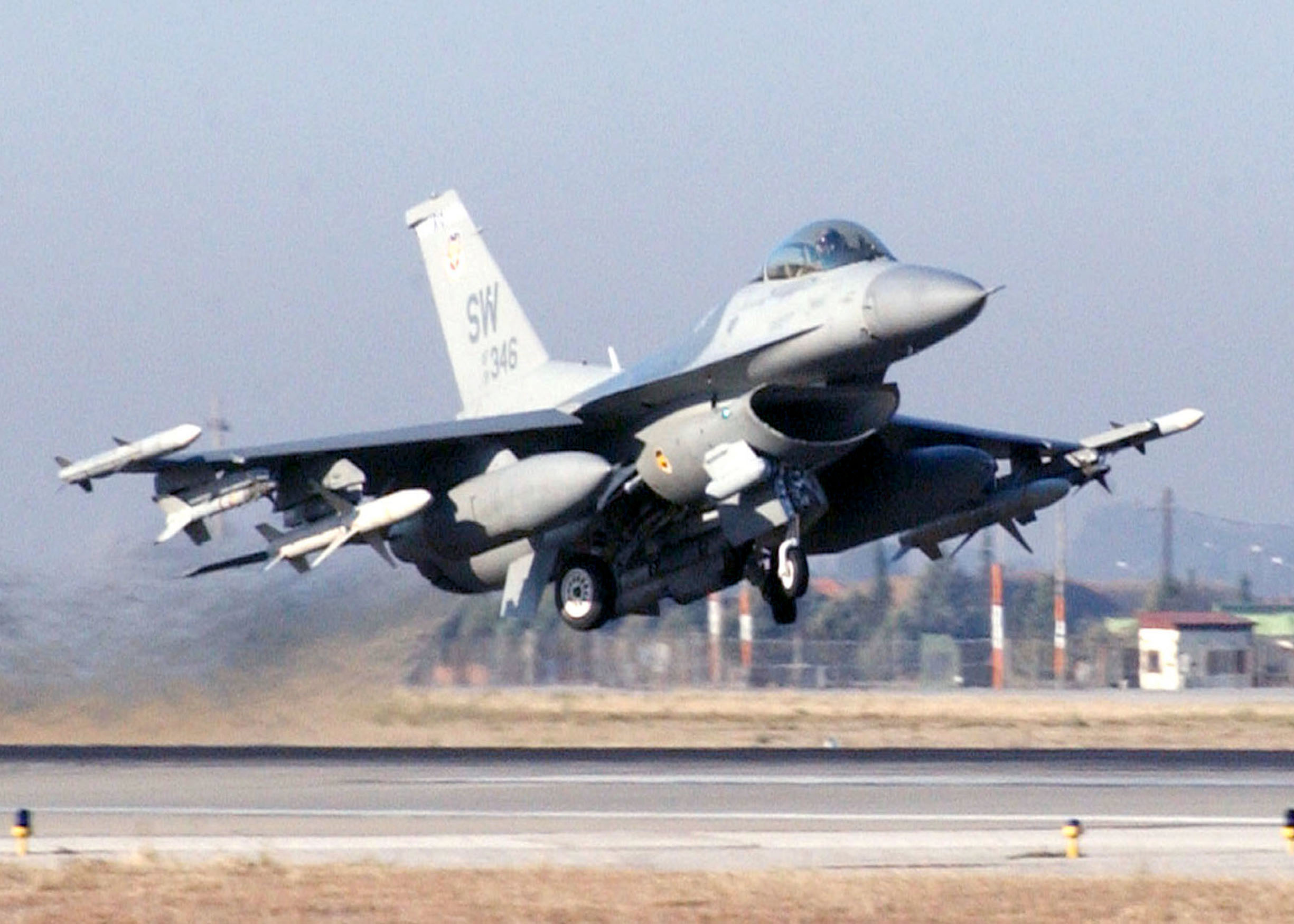
Een F-16 van de USAF stijgt op voor een Northern Watch-missie.

In november 1998 werd de operatie korte tijd onderbroken voor Operatie Desert Fox.
Gedurende vier dagen werden luchtaanvallen uitgevoerd in Irak toen het land wapeninspecties bleef tegenwerken. Kort na Desert Fox liet Irak weten de no-flyzones in het Noorden en het Zuiden - die bewaakt werd door Operatie Southern Watch - niet langer te erkennen. Eind december 1998 werden de patrouillevliegtuigen van de coalitie beschoten met luchtdoelraketten. De coalitie antwoordde met bombardementen op de Iraakse stellingen. Ook ging geen enkel vliegtuig verloren ondanks de prijs van meer dan 10.000 euro die Saddam Hoessein hier zelf voor uitloofde.
In februari 1999 verbeterde de relatie tussen de deelnemende landen nog toen ze een unilaterale overeenkomst met de in de no-flyzone te volgen regels tekenden. Op 17 maart 2003 werd Operatie Northern Watch beëindigd, twee dagen voor het begin van de Irakoorlog. In de looptijd hadden 40.000 manschappen deelgenomen en waren 36.000 vluchten uitgevoerd.

## Deelnemende landen
- Turkije
- Verenigd Koninkrijk
- Verenigde Staten